# Tatort: Rechnung mit einer Unbekannten
Rechnung mit einer Unbekannten este un film polițist care face parte din seria filmelor TV, Tatort, el a fost produs în anul 1978 de studioul german WDR.

## Acțiune
Comisarul de poltie Haferkamp din Essen, are un caz dificil de rezolvat. Cu toate că-l bănuiește pe Josef Rosenkötter  că și-ar fi ucis soția nu are nici o dovadă, iar acesta are un alibi solid. Între timp  poliția din Mainz  cauată pe Mattusch, o domnișoară bătrână dispărută, care prin anunțuri în ziare, caută să se căsătorească. Domnișoara dispărută în cele din urmă este găsită de poliție, însă purtarea ei ciudată stârnește bănuială. În cele din urmă reiese că femeia ucisă este fata bătrână și nu Else, soția lui Rosenkötter. Din motive de gelozie întemeiate, Else împușcă pe tânăra învățătoare cu care soțul ei are o relație. Rezolvarea enigmei apare la sfarsitul filmului, Rosenkötter,  pentru a încasa asigurarea soției sale,  împușcă fata bătrână, căruia îi promisese căsătorie și pe care o înmormântează sub numele soției sale. Soția lui, Else preia rolul domnișoarei bătrâne, care ducea o viață izolată. Planul lor nu reușește, datorită relației extraconjugale a soțului și geloziei lui Else,  care-și împușcă rivala. Prin exhumarea cadavrului cazul este elucidat.

## Distribuție
- Hansjörg Felmy: Kommissar Haferkamp
- Willy Semmelrogge: Willy Kreutzer
- Peter Matić: Josef Rosenkötter
- Gertrud Kückelmann: Else Rosenkötter
- Edith Hancke:Roswitha Mattusch
- Susanne Beck: Karin Distler
- Bernd Schäfer: Scheffner
- Gisela Tantau: Frau Immelmann
- Franz-Otto Krüger: Herr Immelmann
- Katja Burow: Frau Kurz
- Holger Hildmann: Herr Kurz
- Rolf Wanka: Herr Wedel
- Nicole Heesters: Marianne Buchmüller,